# Antiphilosz (festő)
Antiphilosz (Kr. e. 4. század) görög festő.
I. Ptolemaiosz udvari festője volt Alexandriában, de előtte II. Philipposz és Nagy Sándor számára is dolgozott. Apellész kor- és vetélytársa volt. A hellenisztikus festészet fontos alakja, aki könnyed stílusáról, a fény- és térhatások alkalmazásáról és karikaturisztikus hatású képeiről (grülloi) volt híres. Művei nem maradtak fenn, csupán leírásokból ismertek, például: Ptolemaiosz vadászaton, Leopárdbőrös szatír, Kialvó tüzet élesztő fiú.